# دره المادن، سن حوزه، کالیفرنیا
دره آلمادن، سان خوزه، کالیفرنیا (به انگلیسی: Almaden Valley, San Jose, California) یک منطقهٔ مسکونی در ایالات متحده آمریکا است که در کالیفرنیا واقع شده‌است.

## نام‌گذاری
نام این کوی از شهر المادن در اسپانیا گرفته شده‌است. در دههٔ ۱۸۲۰ میلادی، مکزیکی‌ها در این منطقه معدن جیوه کشف کردند و آنجا را به نام شهر المادن اسپانیا (که همین معادن را داشت)، معادن المادن نو نامیدند. واژه المادن، از واژهٔ عربی المعدن آمده‌است.

## صنعت محله
صنعت اصلی این محله که بخشی از دره سیلیکون می‌باشد، تحقیق و توسعه تکنولوژی نوین است. مرکز تحقیقات Almaden IBM در این محله قرار دارد.

## سطح زندگی
این محله را خانواده‌های ثروتمند (طبقه متوسط به بالا) با خانه‌هایی که متعلق به مهندسان، دانشمندان، ورزشکاران و مدیران دره سیلیکون تشکیل داده است. بر اساس برآورد سال 2011 متوسط درآمد هر خانواده 182,981 دلار می‌باشد. به‌طور کلی قیمت خانه در این محله بالای یک میلیون دلار است.

## مدرسه‌ها
مدارس این منطقه عبارتند از:

### دبیرستان‌ها
- دبیرستان لی لند
- دبیرستان پایونر

### مدارس راهنمایی
- مدرسه راهنمایی آلمادن کانتری
- مدرسه راهنمایی برت هارت
- مدرسه راهنمایی کاستیلرو
- مدرسه راهنمایی جان مویر

### مدارس ابتدایی
- مدرسه آلمادن کانتری
- مدرسه آلمادن المنتری
- مدرسه چالنجر
- مدرسه گری استون المنتری
- مدرسه گادالوپ المنتری
- مدرسه هولی سپریت
- مدرسه لاس آلامیتوس المنتری
- مدرسه سیموندز المنتری
- مدرسه ویلیامز المنتری